# Unione Democratica (Polonia)
L'Unione Democratica (in polacco: Unia Demokratyczna) fu un partito politico polacco di orientamento cristiano-liberale fondato nel 1991 in seguito alla confluenza di due soggetti politici:
- il Movimento Civico per l'Azione Democratica (Ruch Obywatelski Akcja Demokratyczna);
- il Forum dei Democratici di Destra (Forum Prawicy Demokratycznej).

Il partito si affermò su iniziativa di Tadeusz Mazowiecki, Presidente del Consiglio dal 1989 al 1991.
Nel 1994 confluì col Congresso Liberal-Democratico in una nuova formazione politica, l'Unione della Libertà.

## Risultati elettorali
| Elezione          | Elezione | Voti      | %     | Seggi    |
| ----------------- | -------- | --------- | ----- | -------- |
| Parlamentari 1991 | Sejm     | 1.382.051 | 12,32 | 62 / 460 |
| Parlamentari 1993 | Sejm     | 1.460.957 | 10,59 | 74 / 460 |